# Stählerne Schwingen
Stählerne Schwingen, auch bekannt als Guadalcanal – Entscheidung im Pazifik und Jagdgeschwader Wildkatze (Originaltitel: Flying Leathernecks), ist ein US-amerikanischer Kriegsfilm des Regisseurs Nicholas Ray aus dem Jahr 1951.

## Handlung
Der strenge Major Kirby übernimmt eine Fliegerabteilung des United States Marine Corps an Stelle von Captain Griffin. Bei der Schlacht um Guadalcanal hat er nur wenige Flugzeuge zur Verfügung und viel zu bewältigen. Außerdem werden die Soldaten täglich von Japanern angegriffen. Die Piloten sind sehr jung, missachten Befehle und werden oft abgeschossen. Kirby verlangt das Äußerste, und auch Captain Griffin, der eine gewisse Nähe zu den jungen Soldaten hat, erweist sich als zäher als erwartet. Einer von ihnen, Blithe, genannt Cowboy, ist Griffins Schwager.
Kirby hadert mit den Entscheidungen, die er fällen muss. Er weiß, dass er seine Jungs oftmals auf Himmelfahrtskommandos schickt, aber der Erfolg steht für ihn im Vordergrund. Kirby wird immer strenger gegenüber seinen müden Leuten. Er verweigert Malaria-kranken Soldaten Krankheitsurlaub, wenn Flugzeuge technische Probleme haben. Die Anspannung zwischen Kirby und Griffin wird immer größer. Griffin erkennt die Not in Kirbys Gesicht, aber er lässt sich mehr von seinen Gefühlen leiten.
Kirby lässt, um die Bodeneinheiten zu unterstützen, im Tiefflug angreifen. Das Hauptquartier hat diese Angriffstechnik nicht genehmigt. Als bei einem schweren japanischen Angriff die Marineeinheiten in Bedrängnis geraten, lässt Kirby trotz der Verluste unter seinen Piloten die Tiefflugangriffe weiterhin vollziehen. Er lässt einen japanischen Konvoi angreifen und seine Piloten zerstören diesen. Durch diese erfolgreiche Aktion wird Kirby zum Lieutenant Colonel befördert. Nun ist er in der Lage, die Tiefflugtaktik als genehmigte Taktik zu etablieren.
Nach der Rückkehr zu seiner Staffel, die nun mit neuen F4U-Maschinen ausgerüstet ist, führt er seine Jungs durch die Schlacht von Okinawa. Gerade als Kirby die Staffel aufteilt, gerät der Schwager des zum Major beförderten Griffin in Schwierigkeiten. Wegen eines technischen Problems an seinem Flugzeug muss er vorzeitig landen. In diesem entscheidenden Moment der Schlacht muss Major Griffin seinem Schwager Hilfe verweigern, um den Erfolg der Mission nicht zu gefährden. Sein Schwager wird daraufhin abgeschossen und stirbt. Major Kirby muss seine von den Japanern in Brand geschossene Maschine aufgeben und abspringen. Er verletzt sich bei der Landung am Arm und wird von Navy-Einheiten aufgefunden. Da Kirby nun verwundet ist, kann er seine Einheit nicht mehr führen. Er muss einen Nachfolger vorschlagen. Kirby benennt Griffin, weil er erkannt hat, dass der seine Leute sicher führen kann.

## Hintergrund
Regisseur Nicholas Ray drehte mit Stählerne Schwingen erstmals einen Farbfilm. Einem Gerücht zufolge habe Ray mit dem Produzenten Hughes und dessen Firma RKO zusammengearbeitet, um vor den antikommunistischen Kampagnen von Senator McCarthy geschützt zu sein. Die Dreharbeiten fanden auf zwei Marinebasen in Kalifornien statt.
In Deutschland kam der Film am 12. September 1952 in die Kinos.

## Kritik
„Klischeehaftes und brutales Kriegsdrama mit einigen effektvollen Luftaufnahmen“, urteilte der film-dienst. „Die Handschrift des Hollywood-Außenseiters Nicholas Ray ist noch kaum bemerkbar.“

## Synchronisation
Die deutsche Synchronfassung entstand 1952 bei der RKO Synchron Abteilung Berlin.
| Rolle             | Darsteller       | Synchronsprecher      |
| ----------------- | ---------------- | --------------------- |
| Major Kirby       | John Wayne       | Ernst Konstantin      |
| Captain Griffin   | Robert Ryan      | Wolfgang Lukschy      |
| Lt. Vern Blithe   | Don Taylor       | Gert Günther Hoffmann |
| Joan Kirby        | Janis Carter     | Elisabeth Ried        |
| Sergeant Clancy   | Jay C. Flippen   | Clemens Hasse         |
| Lt. Com. Curran   | William Harrigan | Hans Hessling         |
| Colonel           | James Bell       | Knut Hartwig          |
| Brigadier General | Barry Kelley     | Wolf Martini          |
| Shorty            | Maurice Jara     | Eckart Dux            |
| Lt. Bert Malotke  | Adam Williams    | Gerd Vespermann       |
| 1. Lt. Stark      | Brett King       | Herbert Stass         |